# La Pedrera (Tacuarembó)
Pour les articles homonymes, voir La Pedrera (homonymie).
Ne doit pas être confondu avec La Pedrera (Rocha) ou La Pedrera (Rivera).
La Pedrera est une localité uruguayenne du département de Tacuarembó.

## Localisation
Située au nord du département de Tacuarembó et à l'est de l'arroyo Tranqueras, La Pedrera se déploie dans la banlieue de la ville de Tacuarembó, au niveau du kilomètre 226 de la route 26.

## Population
| 1985 | 1996 | 2004 | 2011 |
| ---- | ---- | ---- | ---- |
| 340  | 200  | 267  | 240  |

## Source
- (es) Cet article est partiellement ou en totalité issu de l’article de Wikipédia en espagnol intitulé « La Pedrera » (voir la liste des auteurs).